# Восточная Англия (статистический регион)
Восточная Англия (англ. East Anglia) — статистический регион Соединённого Королевства Великобритании и Северной Ирландии уровня NUTS 2. Это одна из трёх составных частей Восточной Англии — региона первого уровня. Название применяется также к древнему англосаксонскому королевству. Название региона происходит от англов — племени, которое происходит из Ангельна в северной Германии. Регион включает в себя четыре области местного самоуправления: графства Норфолк, Саффолк и Кембриджшир и унитарной единицы города Питерборо.

## История
Восточная Англия первоначально состояла из Норфолка и Саффолка, но после брака принцессы Этельдреды, остров Или также стал частью королевства. Королевство восточных англов, образованного около  520 года путём слияния северного и южного частей народа (англы, которые поселились на бывших землях иценов в течение прошлого века), был одним из семи англосаксонских королевств периода Гептархии. В течение короткого периода после победы над королевством Нортумбрия, весь 616 год, Восточная Англия была самой мощной из англосаксонских королевств Британии, и её королём был Бретвальда Редвальд. Но затем, в течение следующих сорока лет, Восточная Англия терпела поражения от мерсийцев несколько раз, и она продолжала ослабевать относительно других королевств дальше, пока в 794 году, Оффа Мерсийский не убил короля Этельберта II и не взял королевство под свой контроль.
Независимость Восточной Англии была восстановлена после успешного восстания против Мерсии (825—827), в ходе которой два мерсийских короля были убиты, пытаясь подавить её. 20 ноября 869 года, датчане убили короля Эдмунда и захватили королевство, которое они назвали «Восточная Англия» (см. Ивар Бескостный). Англосаксы вернули независимость в 920 году, только, чтобы потерять её снова в 1015—1017, когда она была завоёвана Кнудом Великим и превращена в вотчину Торкеля Высокого, который был сделан ярлом Восточной Англии в 1017 году.
Большие территории Восточной Англии (в том числе части Линкольншира) состояли из маршей и торфяников до XVII века, несмотря на строительство морских барьеров Римской империей. В XVII веке аллювиальные земли превращаются в пахотные, путём систематического дренажа с помощью набора стоков и речных работ. В 1630-х годах тысячи семей пуритан из Восточной Англии, поселилось в  Новой Англии, которая имеет культурные связи с Восточной Англией. Восточная Англия, бо́льшую часть своих доходов получала за счёт шерсти и текстиля, процветая до начала промышленной революции, когда производство сконцентрировалось в Мидлендсе и Северной Англии.
Во время Второй мировой войны, ВВС Великобритании и ВВС США построили много воздушных баз в Восточной Англии для тяжёлых бомбардировщиков против оккупированной нацистами Европы. Восточноя Англия была выбрана потому, что был значительный простор, ровная местность, и регион довольно близко расположен к континентальной Европе, что сокращает время подлёта и позволяет бо́льшую загрузку боеприпасами. Остатки некоторых из этих баз, сохранились до сих пор. Бункеры, которые были возведены в 1940 году, для защиты населенияот немецкого вторжения, можно найти по всему региону в стратегических точках.

## География
Для этой части Англии характерна равнинность ландшафта, частично состоящего из болот и мелиорированных болот, Суффолк и Норфолк имеют более холмистый рельеф. Центральная часть покрыта низкими пологими холмами.
В графстве Норфолк насчитывается около 850 000 чел.,  в Саффолке 715 000 чел. и Кембриджшире 769 000 чел, что в общей сложности составляет около 2,3 млн чел. Крупные населённые пункты: Норвич, Питерборо, Ипсуич и Кембридж. Бери-Сент-Эдмундс, Или, Лоустофт, Грейт-Ярмут и Хантигтон являются крупными городами. Региональная Ассамблея Восточной Англии находилась в Бери-Сент-Эдмендсе вплоть до её ликвидации.
Хотя вода имеется в изобилии в этой болотистой местности, область является одной из самых сухих в Соединённом Королевстве. В течение летних месяцев, в сухих условиях, часто возникают пожары.
Максимальная температура колеблется от 5—10°C (41—50°F) зимой, до 20—25°C (68—77°F) в летнее время, хотя в последние годы, температуры, как известно, достигают 35°C (95°F ). Солнечные суммы, как правило, выше на прибрежных районах.